# Койкэ, Рёсукэ
Рёсукэ Койкэ (яп. 小池 亮介 , хирагана: こいけ りょうすけ, родился 17 ноября 1995) - японский актёр, член медакомпании «Pacific voice».   

## Карьера
- Впервые дебютировал в мюзикле  "Air Gear vs. BACCHUS Top Gear Remix", премьера которого состоялась 9 апреля 2010 года.
- В 2011 году  Рёсуке впервые исполнил роль в телевизионном сериале «Мито Комон».
- В 2013 году внесён в список особо почитаемых гостей на нескольких японских курортах, в том числе на лыжной базе Тахако.
- В 2014 году впервые исполнил главную роль в театральной постановке «Осеняя иллюминация».
- В 2018 году снялся в телевизионном сериале «Ultraman R / B » в роли Исами Минато, младшего брата главного героя.
- Рёсукэ также увлекается фехтованием, традиционными японскими танцами, карате, катанием на роликовых коньках и просмотром баскетбольных матчей

## Роли

### Телевизионные сериалы
- «Мито Комон» (TBS, 2011 г.)
- «The last cop» Эпизоды 5 и 6. Исполняет роль гимнаста (NTV, 15, 22 ноября 2016 г.)
- Ultraman Orb The Chronic (30 июня 2018, TV TOKYO) Исами Минато
- Ultraman R / B (Lube) (TV Токио, 2018 г.) - Исами Минато(главная роль) / Ультрамен Булл (голос) / Ультрамен Люб (голос) (роль исполняет Юя Хирата ) [1]
- Твоя очередь (NTV, 14 апреля 2019 г.) - Юки Это [2]

### Фильмы
- К небу! (2006 г.)
- До завтра (2012 г.)
- Дом в лучах утреннего солнца (2013 г.)
- Подсолнух. Лето 1983 (2015 г.)
- «9 окон. Поезд воспоминаний» (2016 г.), исполняет роль Тацуя Дзюдо
- Короткометражный фильм «Так далеко!» (2017 г.) 1 и 3 серия. Исполняет роль Такуми Фудзивары.
- Ultraman R / B Kizuna no Crystal (2019 г.) - Исами Минато / Ультрамен Булл (голос) / Ультрамен Руб (голос) / Ультрамен Грув (голос) (роль исполняет Юя Хирата) [3]
- Ultraman Taiga Movie New Gene Climax (2020 г.) Исами Минато / Ультрамен Булл (голос) [4]

### Интернет-сериалы
- Ultra Galaxy Fight New Generation Heroes (2019 г.)  Ультрамен Булл (голос) [5]

### Авторские работы
- Ultraman Hit Song History New Generation - Ультрамен Булл (голос)

### Театральные постановки
- Детский экологический театр  PAF постановка «Пальмовый цветок» (2005 г.)
- Детский экологический театр PAF постановка «Пальмовый цветок» (2006г.)
- Театр SPAC Волшебник страны Оз (2007 г.)
- Историческая постановка «Дайкики Суруга» (2009 г.)
- 24-й Национальный культурный фестиваль Сидзуока 2009 «Битва при Микатагахара!!!»(2009 г.)
- Первый смех Ядзикиты (2009 г.)
- Путешествие дочери Ядзикиты (2009г.)
- Тютаро из Банбы (2009 г.)
- Я забыл, куда идти (2009 г.)
- Любящая мать Кадзиро (2010 г.)
- Мюзикл «Air Gear vs. BACCHUS Top Gear Remix» (2010 г.) Исполняет роль Акито Агито
- Злоключения Ядзи Китагавы (2010 г.)
- Хакеден (2010 г.)
- Водоворот удачи (2010 г.)
- История Абегавы (2010 г.)
- Ядзикита. Оригинальное издание (2010 г.)
- Дзиротё Симидзу (2010 г.)
- Рождественская песнь Никодо (2010 г.)
- Хакеден. Продолжение  (2010 г.)
- Юбилей (2011 г.)
- Тютаро из Банбы. Прощание (2011 г.)
- Десять смельчаков Санады. Что мы хотели защитить (2011 г.) исполняет роль Юри Каманосукэ
- Гамлет. Инцидент в Сосюе (2012 г.)
- Sengoku Nabe TV 40 лет (2012 г.)
- Sengoku Nabe TV. Самурайский рок-фестиваль (2013 г.)
- Сосед навестит меня по утру. (2014 г.)
- Осеняя иллюминация (2014 г.). Исполняет главную роль
- Спящая красавица (2015 г.). Исполняет главную роль
- Кара небесная (2015 г.). Исполняет роль короля ада
- Пушистая Мари. Исполняет роль Акихиро Мивы (2016 г.)
- FRAG. Новый путь (2016 г.) Исполняет роль Хейсуке Тодо
- Семеро: замок аспидного черепа. Последняя строка (2017-2018 г.) Исполняет роль Ёдзи Хэйдзи

### Телевизионные передачи
- Сборник передач на историческую тему от TV Sengoku Nabe. Также транслировалось на TV kanagawa и других телеканалах. (2010-2012 г.)
- Информационный лист канала TV Shizuoka. Регулярное появление (2013-2017).

### Игровая индустрия
- Он всё ещё в школьной форме (2012 - настоящее время )
- Bandai игрушка «DX Lube Gyro» (2018 г.)
- Бандай игрушка «Золотой кристалл» (2018 г.)
- Bandai  игрушка «DX Lube Slugger» (2018 г.)

### Игры
- Nari Kids Park Ultraman R / B (21 ноября 2018 года, Nintendo Switch ). Исполняет роль Ультрамена Булла.

### Видео-работы
- 1300-летний юбилей Абэ-но Накамаро, японского дипломата и поэта эпохи Нара (2016 г.)  Исполняет главную роль.

### Иное
- Ultraman R / B DX Kiwami Crystal (октябрь 2018, игрушка ) - Исами Минато